# Atheta pseudoatomaria
Atheta pseudoatomaria är en skalbaggsart som beskrevs av Max Bernhauer 1909. Atheta pseudoatomaria ingår i släktet Atheta och familjen kortvingar. Inga underarter finns listade i Catalogue of Life.